# Marcel Huber (Radsportler)

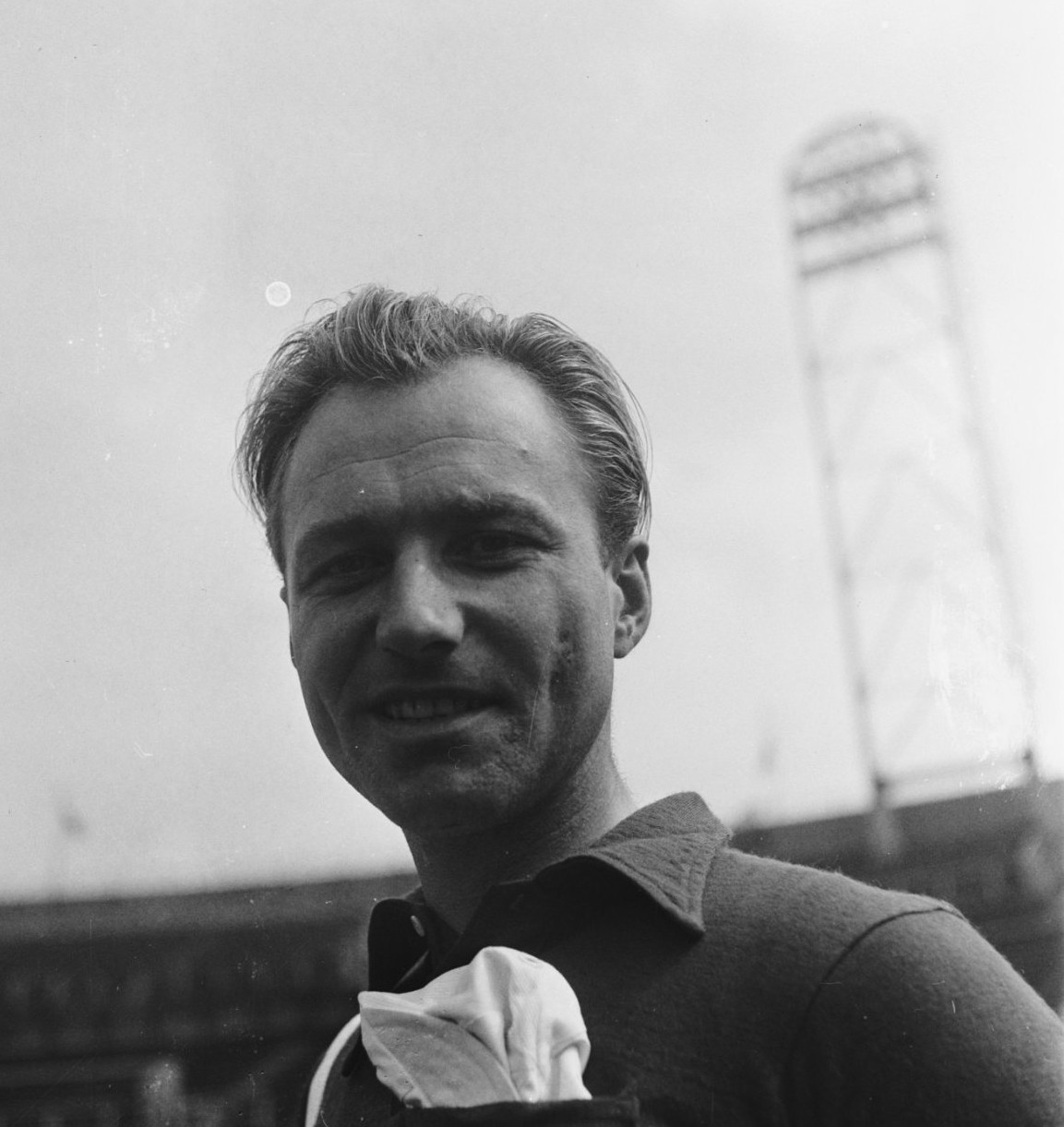
Marcel Huber bei der Tour de France 1954

Marcel Huber (* 25. Juni 1927 in Genf) ist ein ehemaliger Schweizer Radrennfahrer.

## Sportliche Laufbahn
Huber war Strassenradsportler. 1950 wurde er Berufsfahrer im Radsportteam Peugeot-Dunlop und blieb bis 1955 als Radprofi aktiv. 1952 wurde er hinter Franco Giacchero Zweiter der Marokko-Rundfahrt. 1954 konnte er das nordafrikanische Etappenrennen vor Siro Bianchi gewinnen. 1953 wurde er Vize-Meister im Strassenrennen hinter Fritz Schär.
Weitere vordere Platzierungen erreichte er mit dem dritten Platz in der Tour du Tessin 1953, als Vierter in der Tour d’Europe 1954 und als Fünfter in der Tour de Romandie 1954. 
In der Tour de Suisse wurde er 1953 Achter, 1954 Sechster und 1955 Neunter.
Huber bestritt alle Grand Tours.

## Grand-Tour-Platzierungen
| Grand Tour            | 1951 | 1952 | 1952 | 1954 | 1955 |
| --------------------- | ---- | ---- | ---- | ---- | ---- |
| Vuelta a EspañaVuelta | –    | –    | –    | –    | DNF  |
| Giro d’ItaliaGiro     | –    | DNF  | 36   | –    | –    |
| Tour de FranceTour    | 35   | DNF  | 32   | DNF  | DNF  |